# Peter Norman
Peter George Norman (født 15. juni 1942, død 9. oktober 2006) var en australsk atletikudøver.

## Atletikkarriere
Norman var sprinter, men skader i 1964 betød, at han ikke lykkedes med at kvalificere sig til OL dette år i Tokyo. I 1966 vandt han det første australske mesterskab i 200 m løb (efter at landet var gået over til meter-systemet i atletik). Samme år var han med til at vinde bronze for sit land i 4×110 yardsløb ved Commonwealth Games (her blev stadig brugt det empiriske system).
Ved OL 1968 i Mexico City vandt han sit indledende heat i 200 m løb i tiden 20,23 sekunder, hvilket var ny olympisk rekord (denne blev dog senere ved legene forbedret af amerikanske John Carlos). Efter at have vundet sin kvartfinale og være blevet nummer to i semifinalen efter Carlos var han klar til finalen. Her var de to amerikanere, Tommie Smith og John Carlos, hurtigst, og Carlos kom ud af svinget med et forspring på 1½ m, men på opløbssiden satte Smith tempoet i vejret og kom i mål i ny verdensrekordtid på 19,83 sekunder. Da Carlos indså, at han ikke kunne vinde, satte han farten ned, hvilket betød, at Norman akkurat kunne overhale ham og tage sølv med 20,06 sekunder (fortsat i 2012 australsk rekord), mens Carlos fik bronze i med 20,10 sekunder.
Sejrsceremonien efter løbet vakte opsigt i samtiden, da Smith og Carlos  foranstaltede en protest mod racisme. De gik barfodede på sejrspodiet, hvor de også bar menneskerettighedsmærkater, hvilket Norman også gjorde, og under afspilningen af den amerikanske nationalmelodi bøjede de to amerikanere hovederne og rakte sortbehandskede knytnæver op. IOC var rasende over denne politiske tilkendegivelse under OL, og den amerikanske olympiske komité bortviste de to fra holdet.
Smith og Carlos blev efterfølgende udelukket fra legene af deres OL-delegation, men de forblev taknemmelige over støtten fra Norman og glemte ham ikke siden; da Norman døde i 2006, var de to amerikanere blandt kistebærerne ved hans begravelse.
I 1969 blev Norman australsk mester i 200 m, mens han vandt sølv i 100 m, og senere samme år løb han for Australien ved Pacific Conference Games, hvor han vandt guld i 200 m-løbet og 4×100 m stafet, og året efter vandt han sit femte australske mesterskab i 200 m, inden han deltog i Commonwealth Games, hvor han måtte nøjes med en femteplads. Han var kun tredjebedst ved de australske mesterskaber i 1972, og kom derpå ikke med til OL 1972 i München. Da OL-udtagelsen mislykkedes, indstillede han sin aktive karriere.
Efter at være stoppet med løb begyndte Norman at spille australsk fodbold, hvilket han også havde dyrket i det små som en måde at holde sig i form på i vintersæsonen, mens han koncentrerede sig om løb. Han spillede 57 kampe for klubben West Brunswick og blev derefter træner for klubbens U19-hold.
I 2018 oprettede det australske atletikforbund en pris til minde om Norman, Peter Norman Humanitarian Award.